# مستشفى غرينتش (لندن)

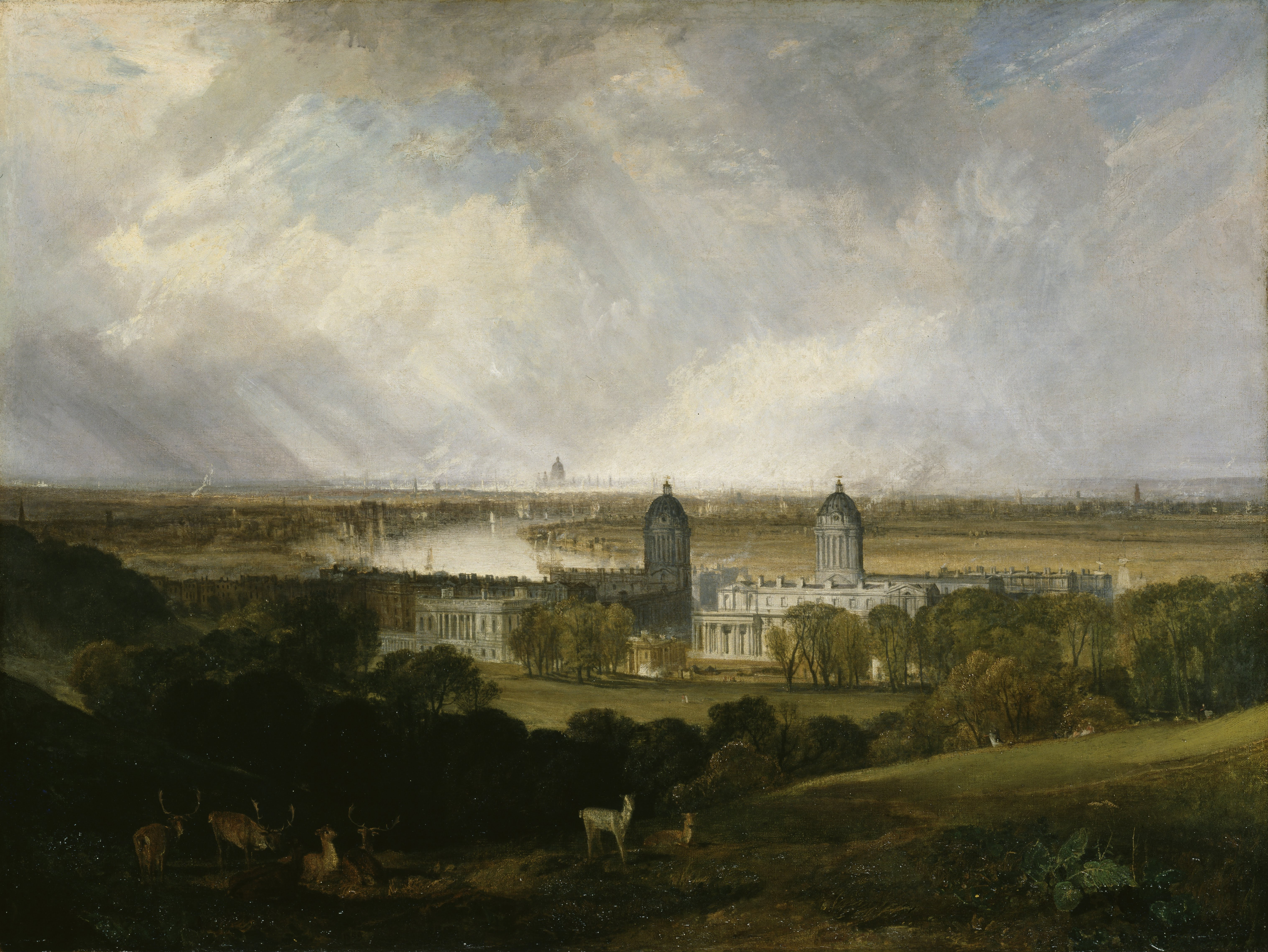
مستشفى غرينتش في لوحة لندن من غرينتش بارك عام 1809 بواسطة ويليام تورنر

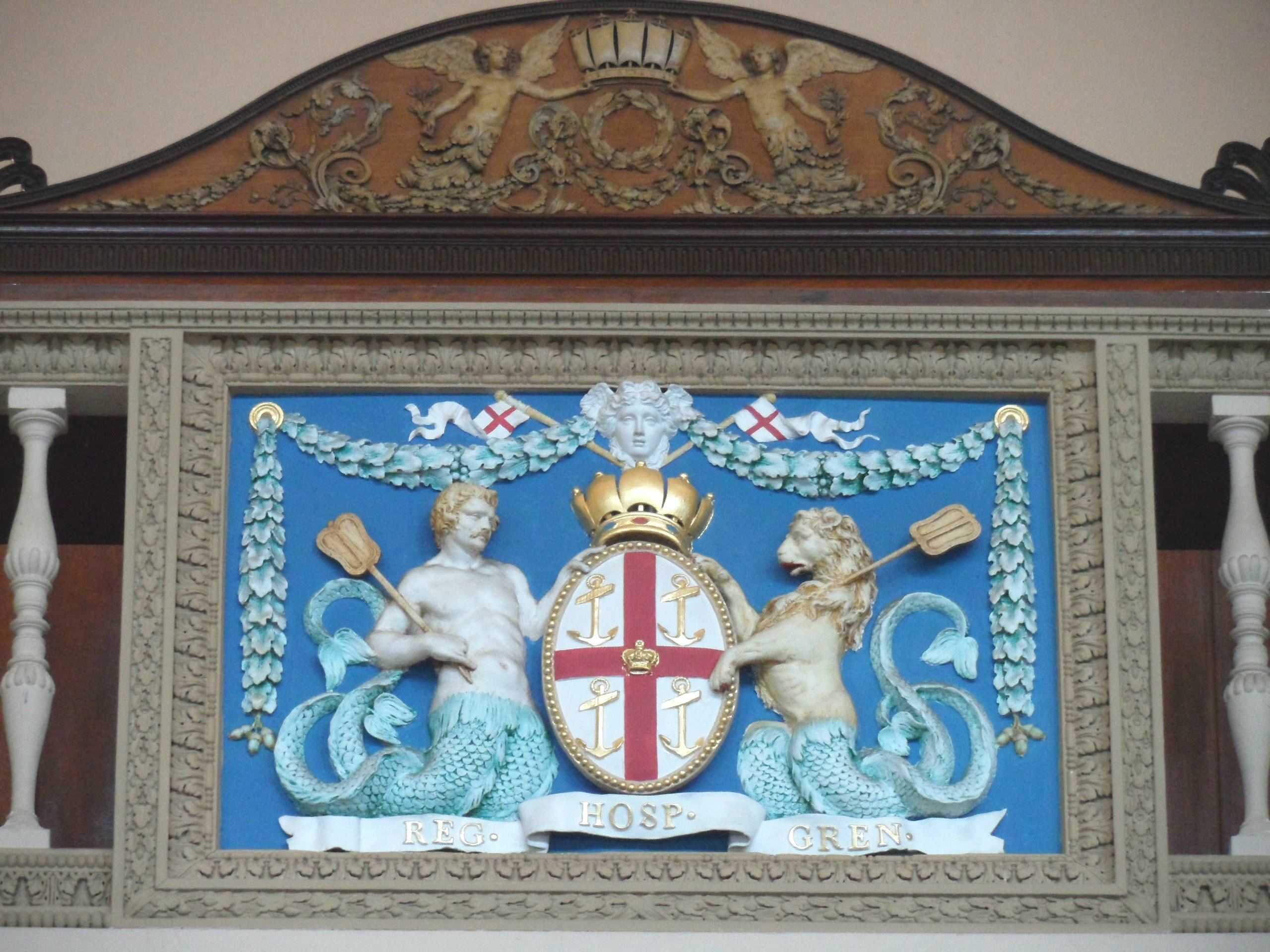
التفاصيل في كنيسة القديس بطرس والقديس بولس

كان مستشفى غرينتش موطنًا دائمًا للبحارة المتقاعدين من البحرية الملكية، والتي كانت تعمل من 1692 إلى 1869. تم استخدام مبانيها في غرينتش في لندن بوقت لاحق من قبل الكلية البحرية الملكية وجامعة غرينتش وتعرف الآن باسم الكلية البحرية الملكية القديمة. تم استخدام كلمة «مستشفى» بمعناها الأصلي كمكان يقدم الضيافة لمن يحتاجون إليه ولم يشر إلى الرعاية الطبية على الرغم من أن المباني تضمنت مستوصفًا تم تشغيله بعد إغلاق مستشفى غرينتش كمستشفى «دريدنو سيمان» حتى 1986.
لا تزال المؤسسة التي تدير المستشفى قائمة لصالح أفراد البحرية الملكية السابقين وعائلاتهم. وهي توفر الآن مساكن محمية في مواقع أخرى.

## التاريخ
تم إنشاء المستشفى كمستشفى ملكي للبحارة في غرينتش بناءً على تعليمات الملكة ماري الثانية التي استلهمت من مشهد البحارة الجرحى العائدين من معركة لاهوغ في عام 1692. وأمرت بإعادة تصميم جناح الملك تشارلز في القصر - الذي صممه المهندس المعماري جون ويب في الأصل للملك تشارلز الثاني في عام 1664- ليصبح مستشفى بحريًا لتوفير نظير لمستشفى تشيلسي للجنود. قدم السير كريستوفر رين ومساعده نيكولاس هوكسمور خدماتهم مجانًا كمهندسين معماريين للمستشفى الملكي الجديد. خلف السير جون فانبروغ رين كمهندس معماري واستكمل المجمع وفقًا لخطط رين الأصلية.

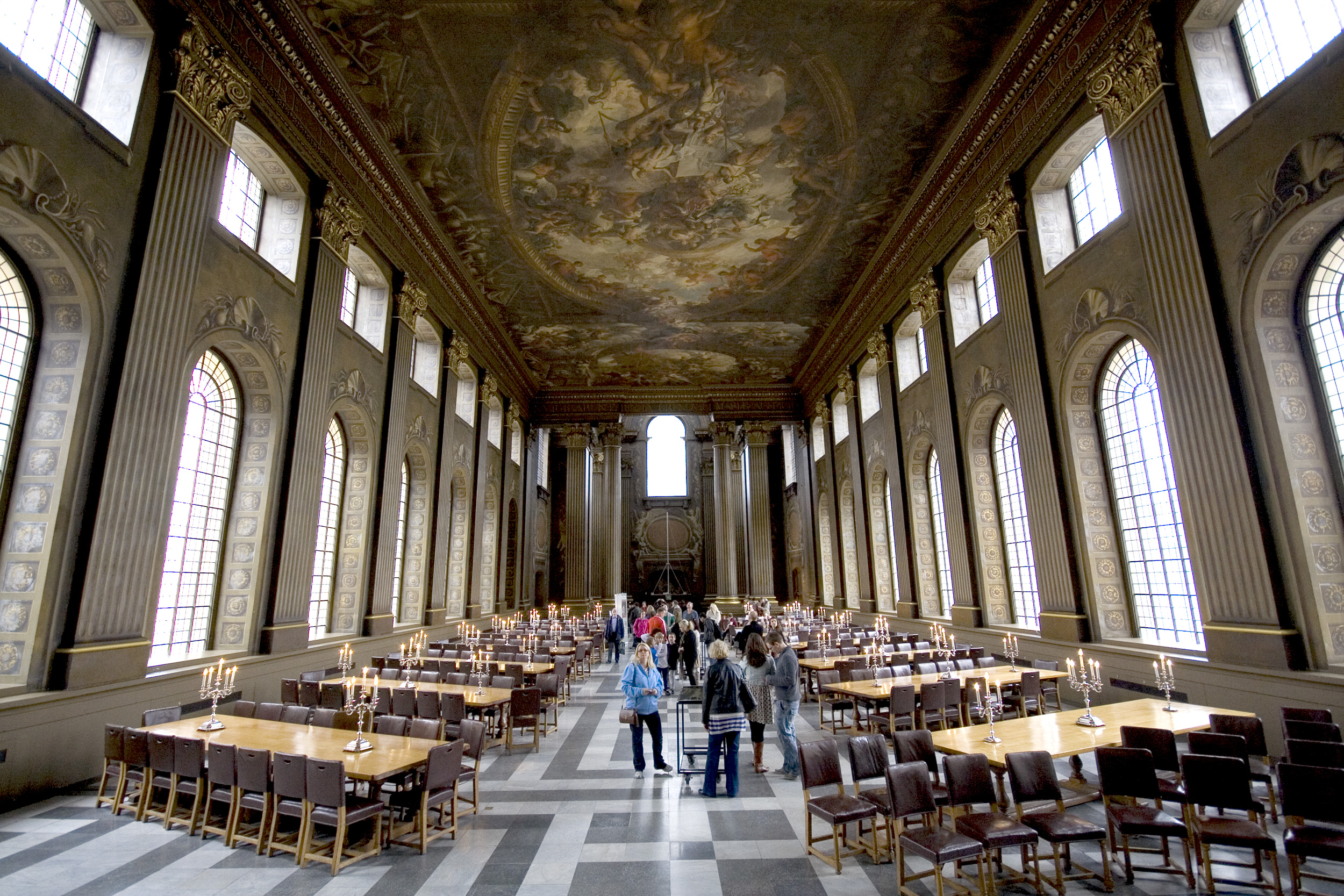
القاعة المرسومة

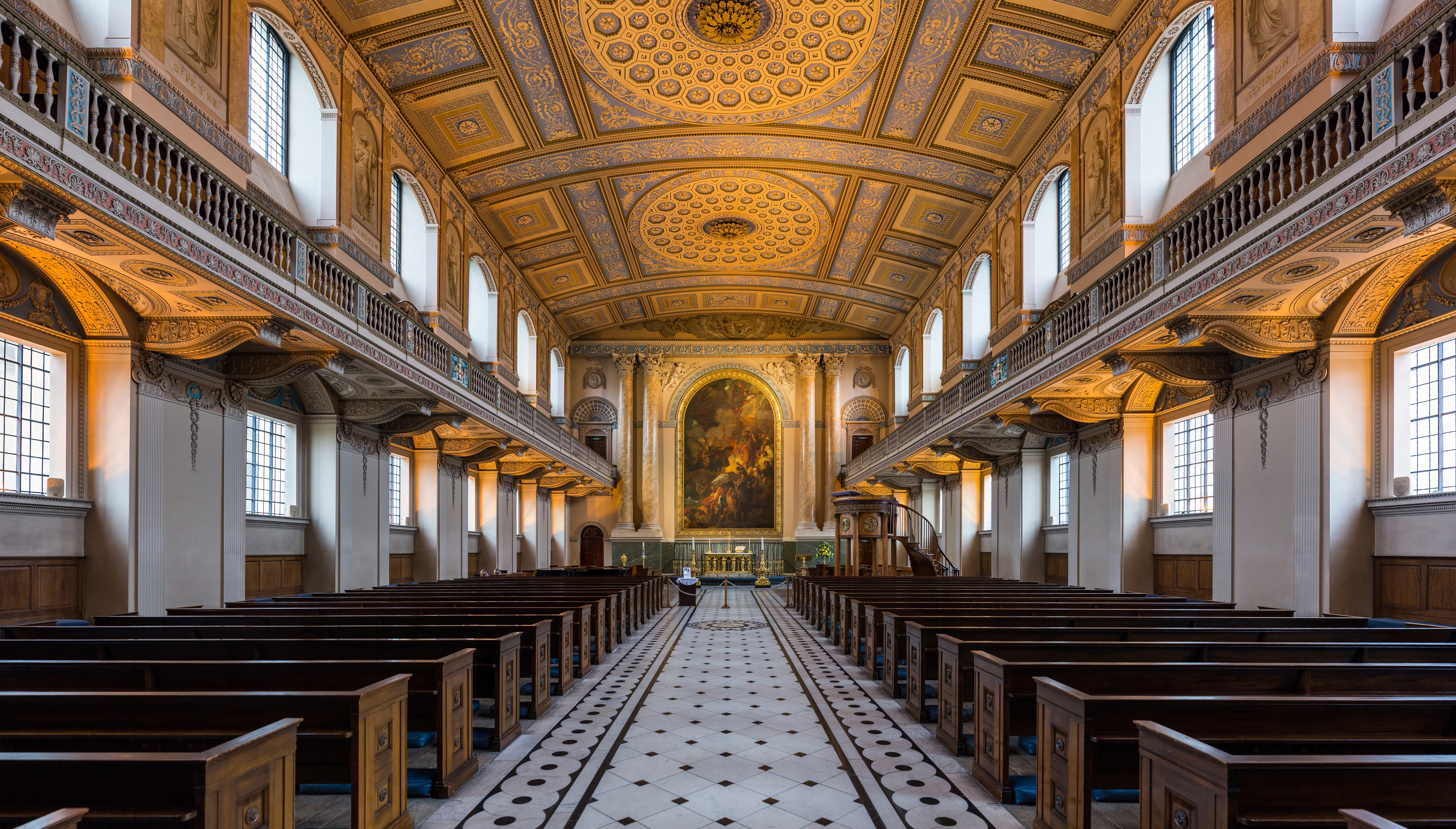
تشابل، كما تم تجديده بواسطة جيمس ستيوارت بعد حريق

## الحكام
ومن بين الحكام:

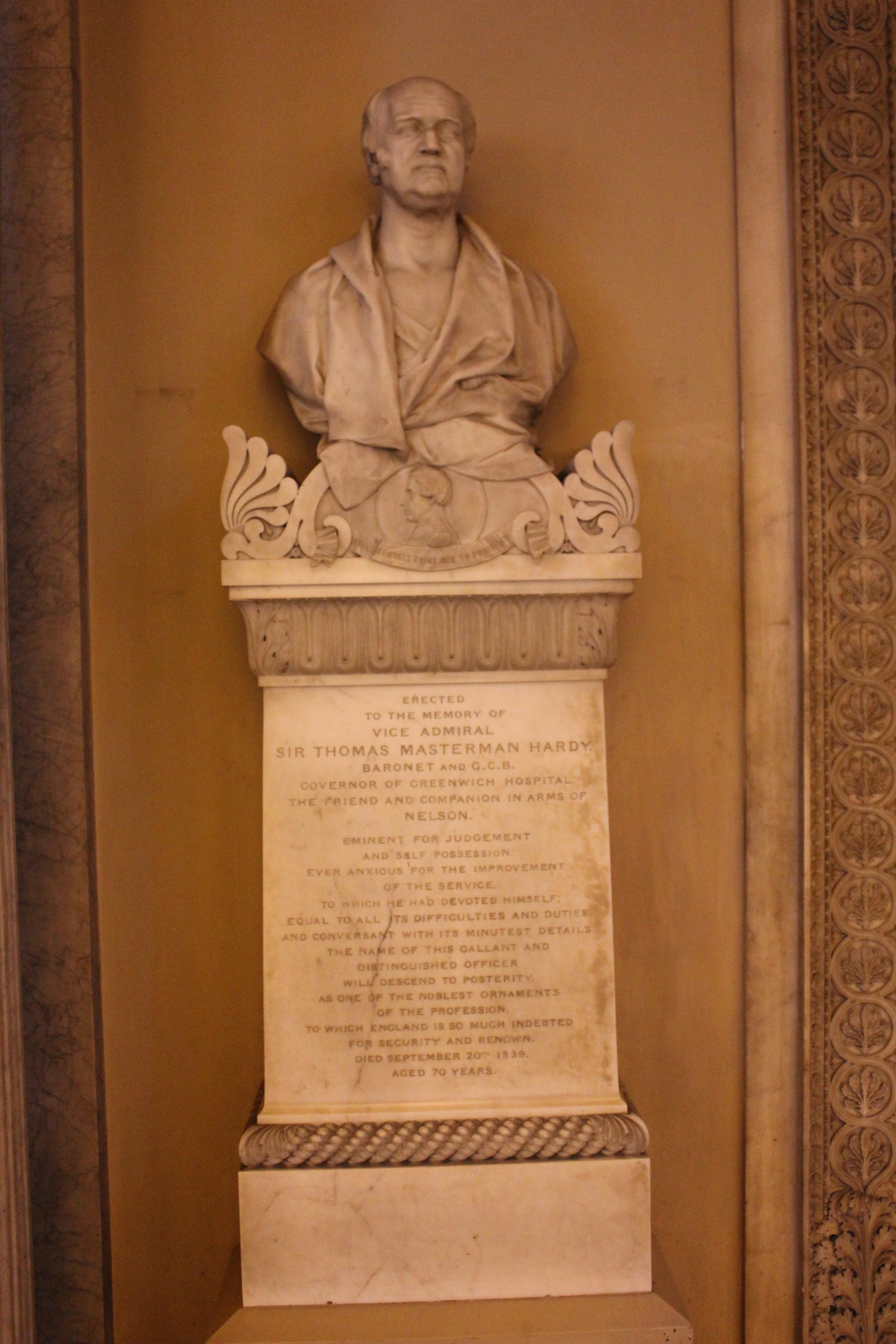
نصب تذكاري للسير توماس هاردي في تشابل في الكلية البحرية الملكية القديمة في غرينتش.

- نائب الأدميرال توماس هوبسون (1704-1708)[4]
- النقيب السير ويليام جيفورد (1708-1714)
- نائب الأدميرال لورد أيلمر (1714-1720)
- الأدميرال السير جون جينينغز (1720-1743)
- الأدميرال السير جون بالتشين (1743-1744)
- النقيب اللورد أرشيبالد هاميلتون (1746-1754)
- الأدميرال إسحاق تاونسند (1754-1765)
- الأدميرال السير جورج رودني (1765-1770)
- الأدميرال السير فرانسيس هولبورن (1771)
- الأدميرال السير تشارلز هاردي (1771-1780)
- الأدميرال السير هيو باليسر (1780–1796)
- الأدميرال فيكونت هود (1796–1816)
- الأدميرال السير جون كولبويز (1816-1821)
- الأدميرال السير ريتشارد كيتس (1821-1834)
- نائب الأدميرال السير توماس هاردي (1834-1839)
- الأدميرال السير روبرت ستوبفورد (1841-1847)
- الأدميرال السير تشارلز آدم (1847–1853)
- الأدميرال السير جيمس جوردون (1853-1869)
- الأدميرال السير هيوستن ستيوارت (1869-1872)
- الأدميرال السير سيدني داكرس (1872-1884)
- الأدميرال السير لويس جونز (1884-1895)

مستشفى غر ينتش

## وصلات خارجية
- جمعية مستشفى غرينتش الخيرية
- موقع غرينتش للمتقاعدين
- رسومات التصميم في التطور